# 1570 Brunonia
1570 Brunonia este un asteroid din centura principală, descoperit pe 9 octombrie 1948, de Sylvain Arend.